# Fiefs-vendéens
Le fiefs-vendéens est un vin d'appellation d'origine contrôlée et d'appellation d'origine protégée, depuis le 10 février 2011. Elle n'était, depuis le 24 octobre 1984, qu'une AO.VDQS.
Il est produit dans le département de la Vendée, dans la région des Pays de la Loire. Son nom est issu des « anciens fiefs du Cardinal », dénomination donnée à ces terroirs en 1963.

## Histoire

### De l'Antiquité au Moyen Âge
La culture de la vigne est introduite par les Romains mais ne connait un réel essor qu’à partir du Moyen Âge, sous l’impulsion des moines. En effet, les fiefs où sont cultivés la vigne appartiennent aux abbayes environnantes. À cette époque, le cépage chenin, dit « Franc Blanc », est particulièrement apprécié des marins.

### Période moderne

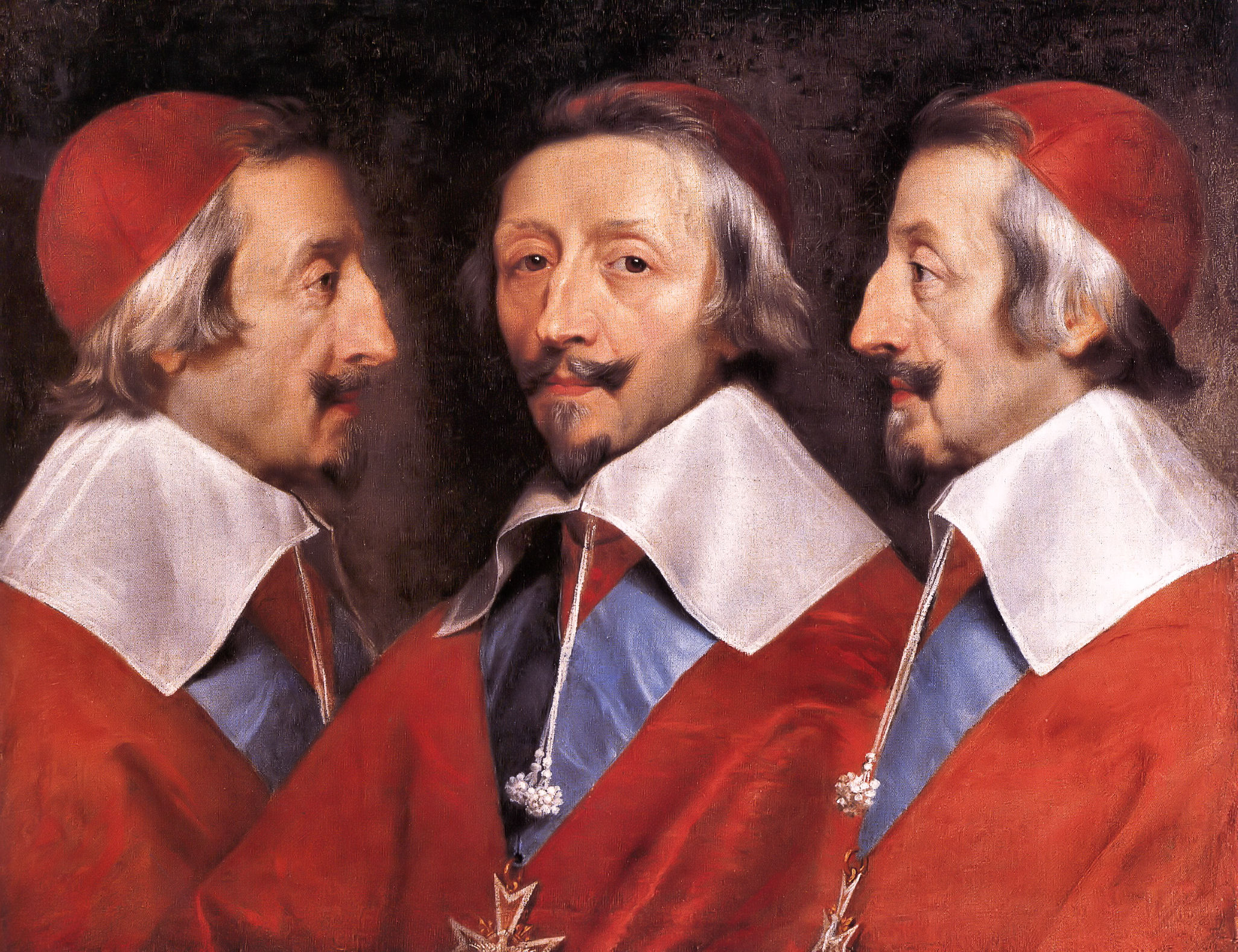
Le cardinal de Richelieu, qui donne son nom aux fiefs viticoles vendéens.

Au XVIIe siècle, le cardinal de Richelieu fait don de ses terres viticoles de l'évêché de Luçon aux paysans. Il en reste le nom de « Fiefs du Cardinal », dénomination qui perdure jusqu'à sa labellisation appellation d'origine vin délimité de qualité supérieure. Constitué de cépages non nobles, le vignoble vendéen n'est alors pas structuré ni réputé. La consommation de ses vins se limite aux campagnes.
Il faut consulter les écrits de François Rabelais, qui séjourna à Fontenay-le-Comte et à Maillezais de 1520 à 1528, pour connaitre les cépages utilisés autrefois. Aux XVIe et XVIIe siècles, le cépage blanc le plus cultivé était déjà le chenin B (« Franc Blanc » à « Brem », « Blanc d’Aunis » à « Vix »), alors que l’encépagement des vins rosés et rouges était dominé par le pinot noir N et surtout la négrette N (appelée « Pinot Rosé » ou « Bourgogne » à « Brem », « Ragoûtant » à « Mareuil » et « Chantonnay », « Folle Noire » à « Vix »).
Le phylloxéra touche les fiefs vendéens en 1875.

### Période contemporaine
À partir de 1953, les cépages hybrides sont progressivement remplacés par de plus nobles, tels que la Négrette, le Gamay ou encore le pinot noir. La dénomination « Anciens Fiefs du Cardinal », appellation d'origine simple, est donnée aux vins de ces terroirs, en 1963.
Grâce aux efforts des viticulteurs vendéens pour améliorer sans cesse la qualité de leurs vins, la labellisation AO.VDQS est obtenue le 24 octobre 1984, sous le nom de fiefs-vendéens. Depuis le 10 février 2011 ce vin est devenu une appellation d'origine contrôlée. Aujourd'hui, ce vignoble s'étend sur 500 ha et est divisé en 5 zones d'appellation : 
- Brem, 80 ha couvrant les communes de Brem-sur-Mer, Brétignolles-sur-Mer, L'Île-d'Olonne, Les Sables d'Olonne, Vairé.
- Chantonnay, 25 ha couvrant la commune de Chantonnay. Un seul producteur : Domaine de la Barbinière.
- Mareuil, 330 ha couvrant les communes de Champ-Saint-Père, Château-Guibert, La Couture, Mareuil-sur-Lay-Dissais, Rives de l'Yon, Rosnay, Le Tablier.
- Pissotte, 24 ha sur la seule commune de Pissotte au nord de Fontenay-le-Comte. Un seul producteur : Domaine Coirier.
- Vix, 40 ha couvrant les communes d’Auchay-sur-Vendée, Longèves, Les Velluire-sur-Vendée et Vix au sud-ouest de Fontenay-le-Comte. Un seul producteur : Vignobles Mercier[5].

## Situation géographique

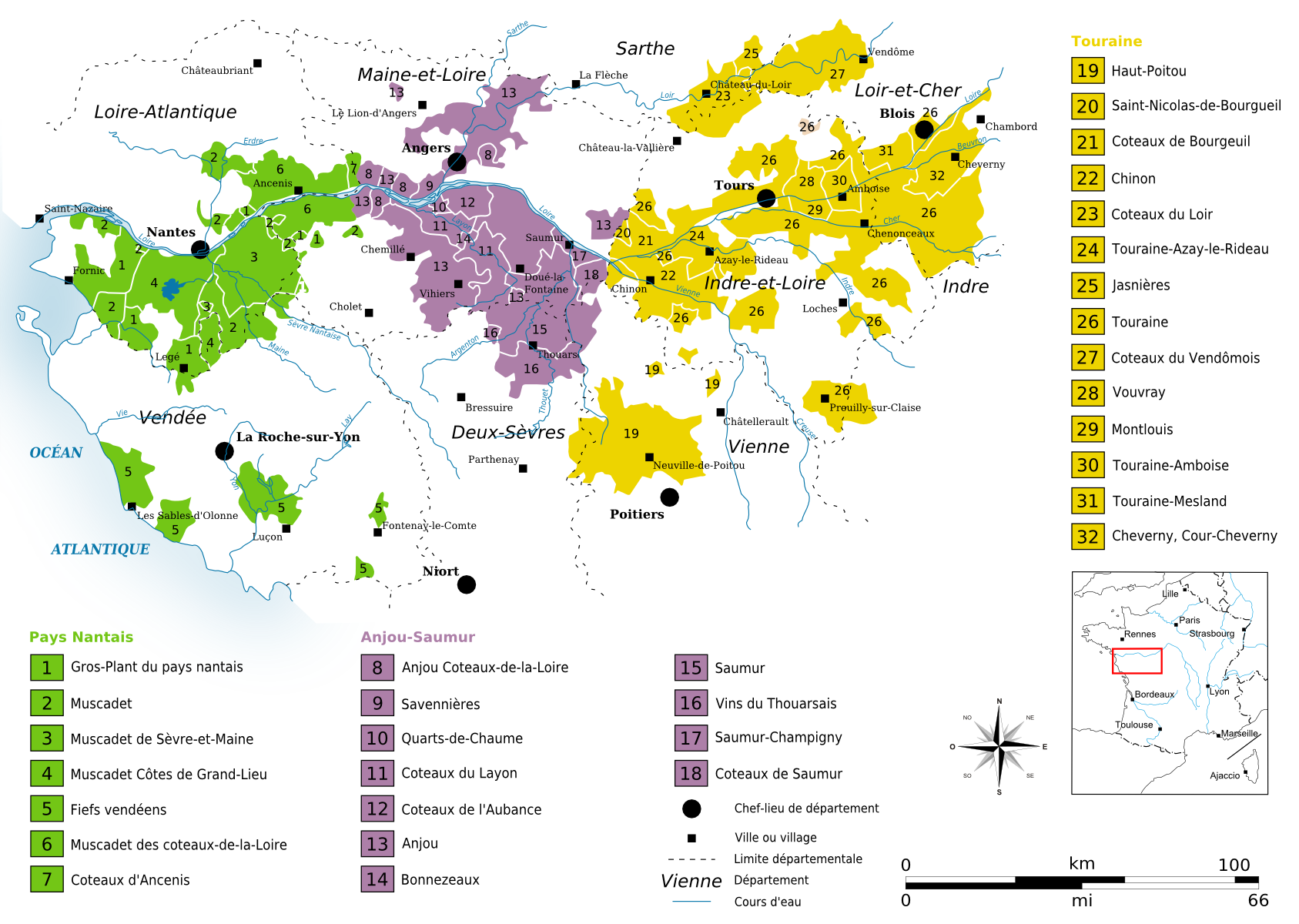
Vignobles de basse loire.

La Vendée se situe dans une zone de transition entre la Loire et la région Aquitaine.

### Orographie
Le vignoble est implanté sur des coteaux, aux pentes comprises entre 3 et 5 % , en bordure du réseau hydrographique.

### Géologie
Terrains variés d'origine primaire. Dans le sud de l’appellation, les terroirs de Vix et Pissotte sont essentiellement argilo-calcaire et situés sur un socle de pierre calcaire ; celui de Brem, silico-argilo-schisteux et très caillouteux ; celui de Mareuil, composé de terrains du primaire (ardilles), est particulièrement argilo-graveleux. Ces deux dernières zones sont principalement situées sur des couches de roches cristallines, tels que le schiste et la rhyolite.

### Climatologie
La moyenne annuelle de la durée d'ensoleillement est de plus de 2 300 heures. Pour la période de juin à septembre, le soleil brille en moyenne plus de 1 120 heures et atteint presque des valeurs méditerranéenne. En règle générale, le climat est fortement marqué par l'Océan Atlantique. Dans des terroirs tels que celui de Brem, la quantité de précipitations est de 680 mm et de 800 mm pour Pissotte. Les mois d'hiver sont plutôt doux, avec des températures moyennes d'au moins 5°. La température moyenne annuelle est de près de 12°.

## Vignoble

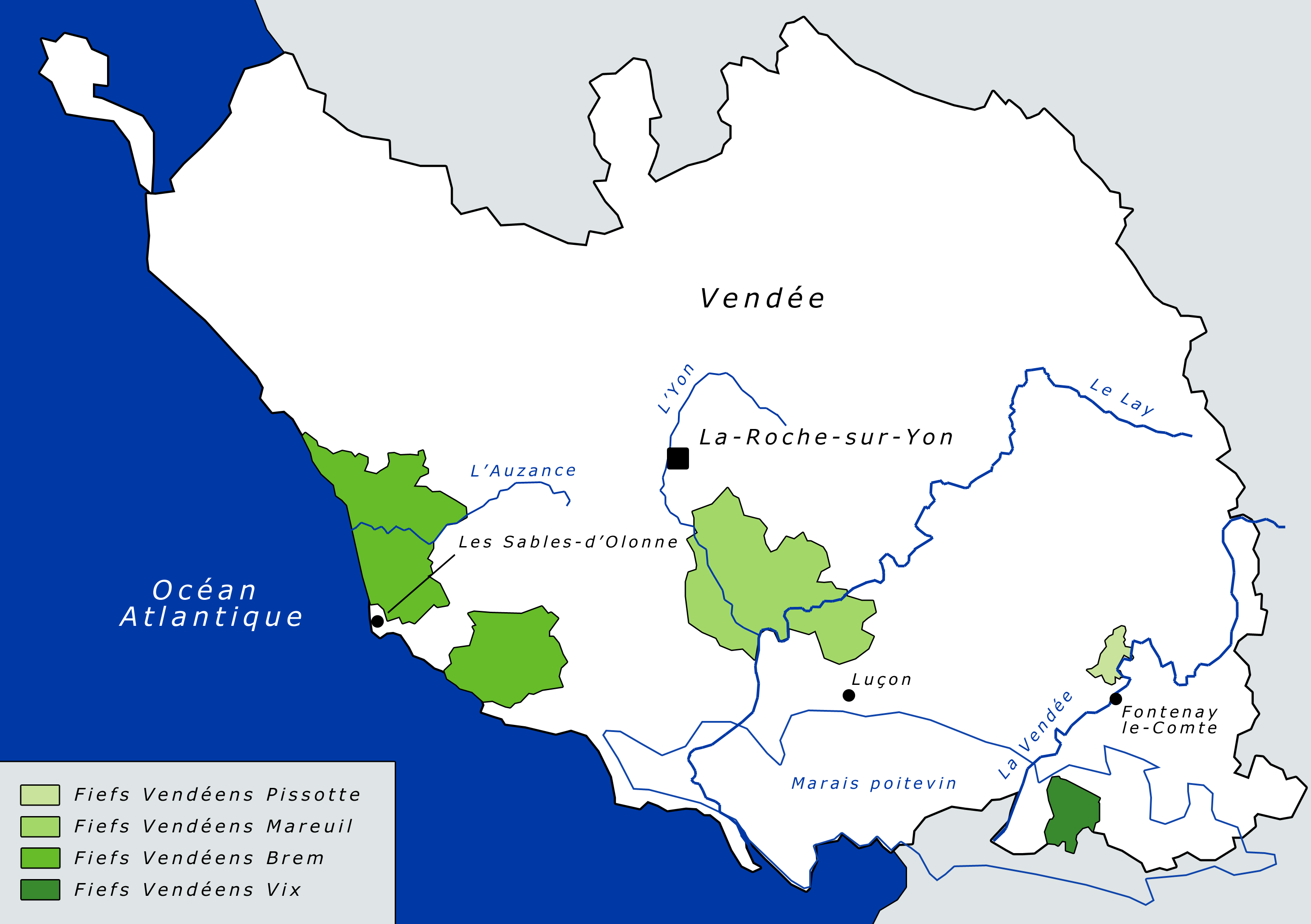
Fiefs-vendéen de l'AOVDQS. L'aire de production Chantonnay n'y apparaît pas encore (apparue lors du passage en AOC en février 2011).

Il se situe entre 50 et 100 km au sud de l'estuaire de la Loire, à mi-chemin entre Nantes et La Rochelle.

### Présentation
Le vignoble s'étend sur cinq aires de production distinctes du département de la Vendée : Mareuil, Brem, Pissotte, Vix et Chantonnay (arrivée avec l'AOC) qui regroupent vingt communes,.
- Fiefs-vendéens Mareuil, concerne les communes de Bessay, Chaillé-sous-les-Ormeaux, Le Champ-Saint-Père, Château-Guibert, Corpe, La Couture, Mareuil-sur-Lay-Dissais, Rosnay, Saint-Florent-des-Bois et Le Tablier ;
- Fiefs-vendéens Brem, concerne les communes de Brem-sur-Mer, Brétignolles-sur-Mer, Île-d'Olonne, Olonne-sur-Mer, Vairé et Talmont-Saint-Hilaire ;
- Fiefs-vendéens Vix, commune de Vix ;
- Fiefs-vendéens Pissotte, commune de Pissotte ;
- Fiefs-vendéens Chantonnay, commune de Chantonnay.

### Encépagement

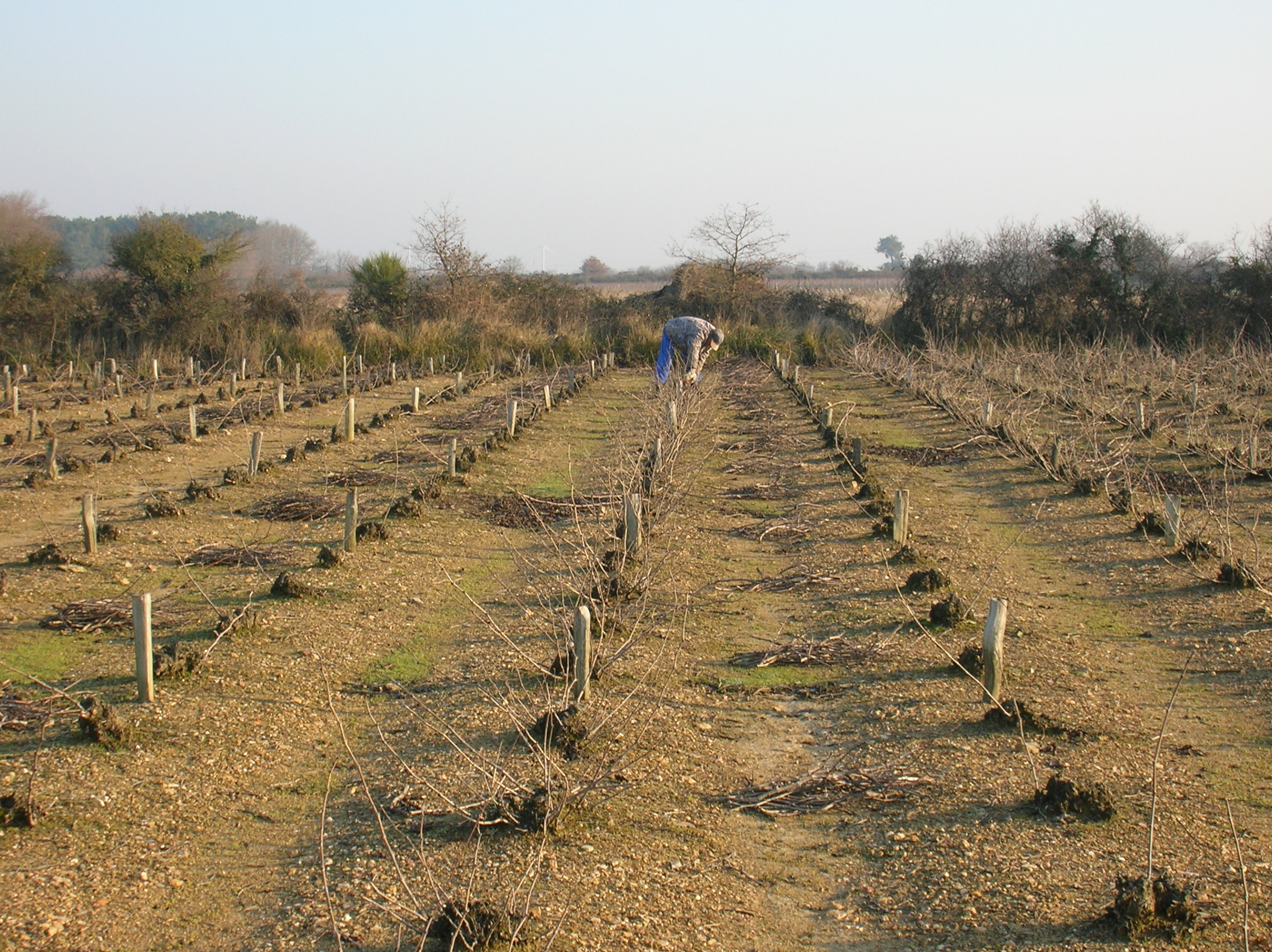
Taille de la vigne dans les fiefs vendéens.

Chaque appellation possède un encépagement caractéristique.
Les cépages dominants du vin de Mareuil sont le gamay, le cabernet et le pinot noir. On trouve aussi de la négrette, appelée localement "ragoutant". Le chenin et le chardonnay, quant à eux, sont utilisés pour réaliser des assemblage donnant du vin blanc ;
Le vin de Brem est issu de cépage de grolleau gris, ainsi que de chenin chardonnay. Pour les assemblages en rosé et rouge, on trouve du pinot noir, du gamay, du cabernet franc du cabernet sauvignon, de la négrette ;
Le vin de Vix utilise certains cépages identiques au Brem et au Mareuil avec, en plus, du sauvignon ;
Les cépages du vin de Pissotte sont aussi les mêmes que le Brem et le Mareuil avec, en plus, le melon de Bourgogne.

### Méthodes culturales
Le rendement maximum autorisé est de 50 à 57 hectolitres à l'hectare.

### Terroir et vins

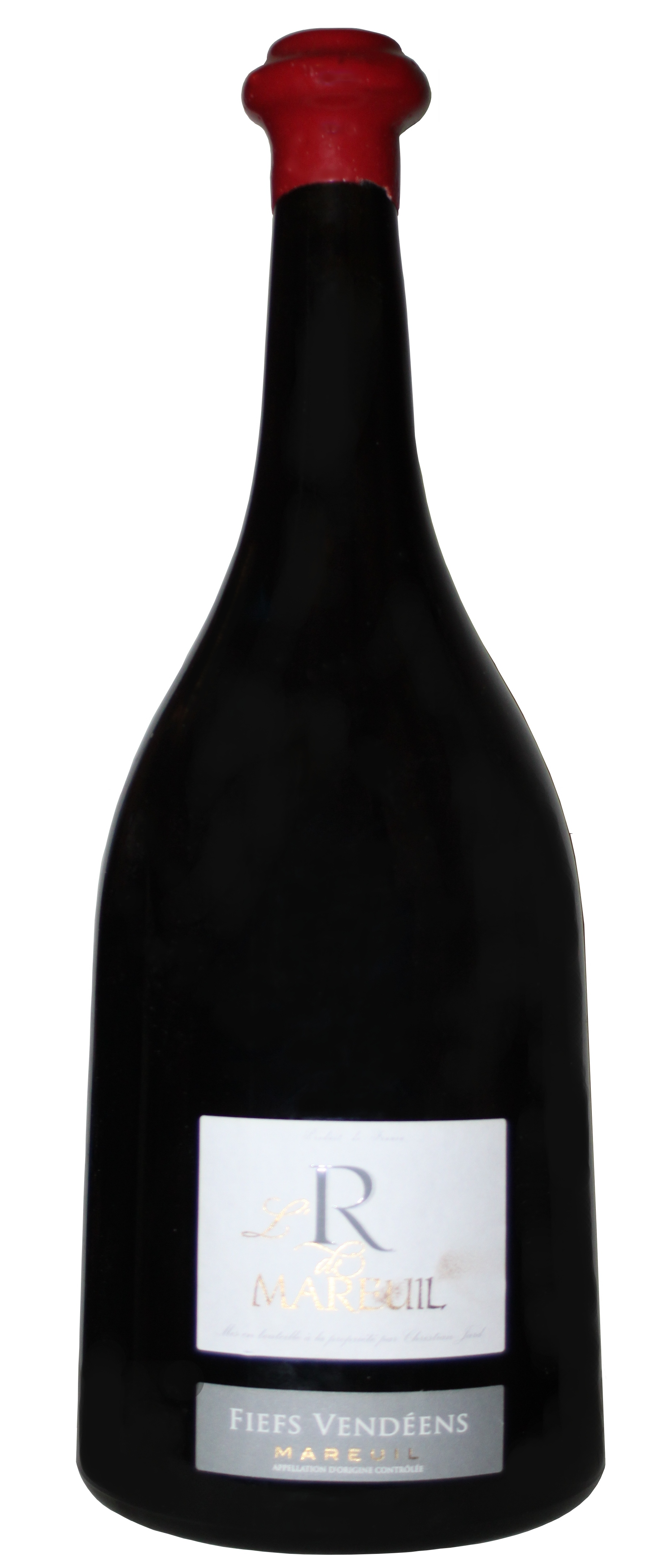
Bouteille de Mareuil.

Les 500 hectares classés dans l'appellation produisent 30 000 hectolitres (2012). Le terroir de Mareuil arrive en tête, avec 330 ha, suivi de Brem avec 80 ha, puis de Vix, de Chantonnay et de Pissotte avec respectivement 40 ha, 25 ha et 24 ha. En général, ces vins se boivent jeunes.
Dans la zone de Mareuil, les cépages sont le Gamay, Cabernet franc, Cabernet Sauvignon et Pinot noir. L'assemblage donne des vins fruités avec un fort arôme de baies. Les vins blancs sont le plus souvent élaborés à partir de Chenin blanc et Chardonnay.
L'aire de Brem est situé au bord de l'Atlantique. Avec une légère saveur de pomme, les vins blancs sont issus des cépages Grolleau gris et Chenin blanc. La part du chenin doit être d'au moins 50 %. Les rosés légers et les rouges sont à base de Pinot noir (proportion d'au-moins 50 %), Gamay, Cabernet franc, Négrette et Cabernet Sauvignon. Les vins rosés sont souvent élaboré à partir du Pinot noir et du gamay mais aussi de cépages complémentaires comme le Cabernet franc, Cabernet Sauvignon, Grolleau gris et négrette qui apporte un petit côté vineux et animal, ce sont des vins à la robe rose pâle, quasi grise parfois.

### Type de vins et gastronomie
Les rosés, frais, fruités et secs ; les rouges sont soyeux, fruités et peu tanniques, se mariant avec toutes sortes de mets, dont la cuisine régionale ; les vins blancs, très aromatiques et longs en bouche, se mariant avec bonheur avec poissons, crustacés, fruits de mer et fromages de chèvre. Tous ces vins s'apprécient dans leur prime jeunesse. La température de dégustation des vins blancs se situe à 10-12°, et des vins rouges à 15-16°. Le vin rosé peut être accordé avec des poissons, des fruits de mer. Il se déguste à 10-12°.

### Commercialisation
Les vins sont mis en marché à destination du consommateur selon les dispositions de l’article D. 645-17 du code rural et de la pêche maritime.

#### Étiquetage
Le nom de l’appellation d’origine contrôlée "Fiefs Vendéens" peut être complété par la dénomination géographique « Val de Loire » selon les règles fixées pour l’utilisation de cette dénomination géographique dans le cahier des charges de l'appellation.
Les dimensions des caractères de la dénomination géographique « Val de Loire » ne sont pas supérieures, aussi bien en hauteur qu’en largeur, aux deux tiers de celles des caractères composant le nom de l’appellation d’origine contrôlée.
Les dimensions des caractères des dénominations géographiques complémentaires « Brem », «Chantonnay », « Mareuil », « Pissotte », « Vix » sont inférieures ou égales, aussi bien en hauteur qu’en largeur et en épaisseur, à celles des caractères composant le nom de l’appellation d’origine contrôlée.